# Jacinto Guerrero
Jacinto Guerrero (16. srpna 1895 Toledo – 15. září 1951 Madrid) byl španělský hudební skladatel.

## Život
Narodil se 16. srpna 1895 v Toledu. Otec byl dirigentem městské kapely a velmi záhy začal syna učit hudbě. Po otcově smrti v roce 1904 byl přijat do školy pro sirotky (Colegio de Infantes de Toledo) a zpíval v chlapeckém sboru katedrály v Toledu. Její sbormistr Lluis Ferré byl fascinován tím, že již ve dvanácti letech zkomponoval vokální skladbu Salve pro čtyři hlasy, která se hrála v průvodu na svátek Virgen de la Esperanza de Toledo. Přes svůj nízký věk působil v Toledu kromě chrámového sboru jako varhaník v kostele San Justo, klavírista v kavárně Hombre de Palo a v prvním toledském kinosále Miradero.
V roce 1914 získal za skladbu Chvalozpěv na Toledo (Himno a Toledo) stipendium městské rady na studium na madridské konzervatoři, kde studoval hru na housle, harmonii a kompozici. Studoval s vynikajícím prospěchem, získal první cenu ve všech třech oborech. Přivydělával si jako kavárenský houslista, ale brzy získal místo houslisty v divadle Teatro de Apolo.
V roce 1916 absolvoval krátkou vojenskou službu v Leónu a o rok později absolvoval madridskou konzervatoř Armonía del Real Conservatorio de Música de Madrid s vyznamenáním. V roce 1918 se pak hrálo jeho první jevištní dílo, saineta La de la cara de Dios a orchestr Banda de Música del Hospicio hrál několik jeho prvních symfonických skladeb na svých pravidelných koncertech. První velký úspěch zaznamenal v roce 1920, když jeho lyrická fraška La pelusa o El regalo de reyes se v divadle Teatro La Latina Madrid hrála 100 večerů za sebou. Od té doby se každé jeho nové dílo setkávalo s úspěchem a stal populárním v celé zemi.
V roce 1929 bylo divadlo Apollo Theater uzavřeno a Guerrero odcestoval do Paříže, kde uvedl revui Paris-Madrid, montáž nejoblíbenějších skladeb a dalších písních psaných pro tehdy populárního zpěvačku Raquel Meller. O rok později, na žádost britského režiséra Georga Bertholda Samuelsona, složil hudbu k filmu La canción del día, jednomu z prvních španělských zvukových filmů. V červnu 1931 odcestoval na svou první cestu do Ameriky, aby v několika argentinských městech představil své zarzuely.
Po vypuknutí Španělské občanské války odcestoval do Paříže. Usídlil se však s rodinou v San Sebastiánu a do Paříže dojížděl. V roce 1940 obdržel Řád Isabely Katolické (Orden de Isabel la Católica) a v roce 1943 Řád Alfonsa X. (Orden de Alfonso X el Sabio).
Jeho nejúspěšnější opereta ¡5 minutos nada menos! měla premiéru v roce 1944 a hrála se v divadle Teatro Martin de Madrid 1 890x. V témže roce však vážně onemocněl a dvakrát podstoupil operaci střev. Po uzdravení se stal členem madridské městské rady a podnikl svou druhou cestu do Latinské Ameriky a získal v Buenos Aires řadu poct.
V roce 1951 z místa radního odstoupil a stal se prezidentem Společnosti španělských autorů (Sociedad de Autores Españoles), kde nahradil zesnulého Francisco Alonsa. Stačil ještě připravit Mezinárodní kongres autorů, ale 15. září zemřel v nemocnici Rúber de Madrid.
Jeho bratr Inocencio založil v roce 1982 Nadaci Jacinta a Inocencia Guerrerových (Jacinto e Inocencio Guerrero Foundation), která se stará o podporu španělské hudby.

## Jevištní díla

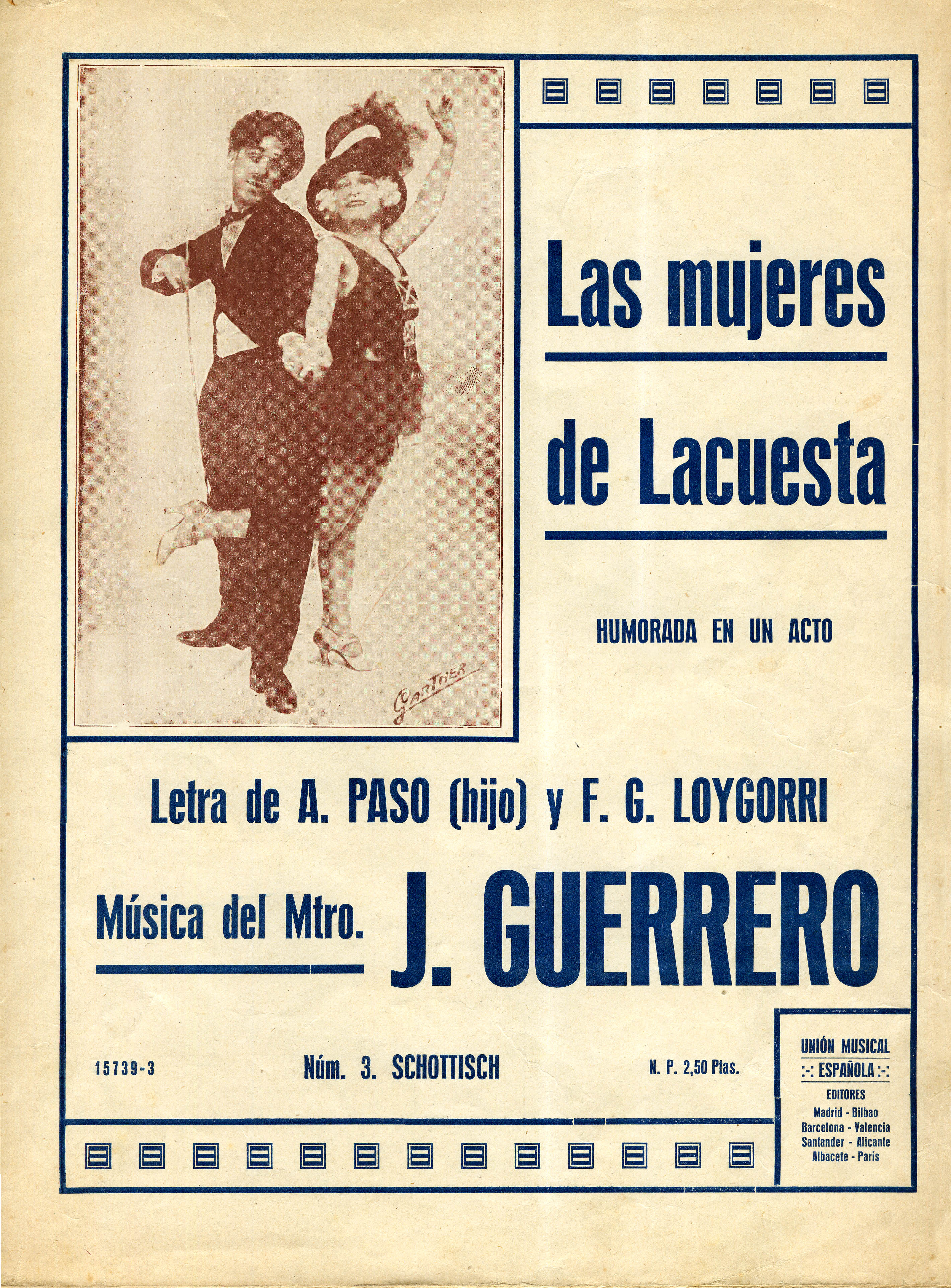

- 1919 — El Camino de Santiago
- 1920 — La cámara oscura
- 1930 — Ramón del alma mía
- 1920 — Salustiano patrono
- 1921 — La alsaciana
- 1921 — La hora del reparto
- 1921 — El Otelo del barrio
- 1925 — El collar de Afrodita
- 1922 — La montería
- 1922 — El número 15
- 1922 — El rey nuevo
- 1922 — La reina de las praderas
- 1921 — Manolita la Peque
- 1923 — Los gavilanes
- 1923 — La muerte del dragón
- 1923 — La luz de Bengala
- 1923 — Cándido Tenorio
- 1923 — Teodoro y compañía
- 1924 — A la sombra
- 1924 — Don Quintín el amargao
- 1924 — Lo que va de ayer a hoy
- 1924 — La sombra del Pilar
- 1925 — María Sol
- 1925 — Por los flecos del mantón
- 1925 — ¡Vivan los novios!
- 1925 — Todo el mundo futbolista
- 1926 — El huésped del sevillano
- 1926 — Las mujeres de Lacuesta
- 1926 — Quietos, un momento
- 1927 — Las alondras
- 1927 — Cornópolis
- 1927 — Las inyecciones
- 1927 — Juan de Madrid
- 1927 — El sobre verde
- 1927 — Los bullangueros
- 1928 — Viva la cotorra
- 1928 — Abajo las coquetas
- 1928 — La orgía dorada
- 1928 — Martierra
- 1928 — Los faroles
- 1929 — La Melitona
- 1929 — El tejar de Cantarranas
- 1930 — La rosa del azafrán
- 1930 — Campanela
- 1930 — Colilla IV
- 1930 — El país de los tontos
- 1930 — Duro con ellas
- 1931 — La loca juventud
- 1931 — La fama del tartanero
- 1931 — La sal por arrobas
- 1931 — Pelé y Melé — Revista
- 1931 — Miss Guindalera
- 1932 — Sole, la Peletera
- 1932 — El ama
- 1932 — Chicote Bar
- 1932 — Las tentaciones
- 1933 — ¡Gol!
- 1933 — La camisa de la Pompadour
- 1934 — Colores y barro
- 1934 — Peccata mundi
- 1934 — La españolita
- 1934 — Las insaciables
- 1936 — La Cibeles
- 1938 — Los brillantes
- 1936 — ¡Hip! ¡hip! ¡hurra!
- 1936 — La sota de oros
- 1938 — Candelaria
- 1939 — Carlo Monte en Montecarlo
- 1941 — Canción del Ebro
- 1942 — La media de cristal
- 1943 — Loza lozana
- 1944 — ¡Cinco minutos nada menos!
- 1944 — Tiene razón Don Sebastián
- 1947 — La blanca doble
- 1949 — Los Países Bajos
- 1950 — Tres gotas nada más
- 1951 — El canastillo de fresas
- 1951 — Cancionero